# Patrick Puchegger
Patrick Puchegger (sinh 4 tháng 5 năm 1995) là một cầu thủ bóng đá Áo, thi đấu cho SK Sturm Graz.

## Sự nghiệp câu lạc bộ
Anh ra mắt Giải bóng đá vô địch quốc gia Áo cho SK Sturm Graz ngày 30 tháng 7 năm 2017 trong trận đấu với FK Austria Wien.